# Карликові слони
Карликові слони — доісторична парафілетична група ссавців ряду хоботних (Proboscidea). Є збірною назвою низки викопних родів ряду хоботних, які в результаті процесу алопатричної спеціалізації набули набагато менших розмірів, ніж їх безпосередні предки. В цьому випадку мала місце острівна карликовість — біологічний феномен, коли розміри тварин, ізольованих на острові, з часом радикально зменшуються через брак їжі. Наразі подібний феномен розвивається у низки сучасних популяцій як африканського, так і індійського слонів — пігмейський слон.

## Ареал
Викопні рештки карликових слонів були знайдені на середземноморських островах Кіпр, Мальта (Гхар-Далам), Крит, Сицилія, Сардинія, Кіклади і Додеканес. Інші острови, де карликові слони були знайдені: Сулавесі, Флорес, Тимор й інші Малі Зондські острови. На Канальних островах Каліфорнії колись існував карликовий вид, що походив від мамонта Колумба, , проте представники невеликих рас шерстистих мамонтів, рештки яких були знайдені на острові Святого Павла та на острові Врангеля, не вважаються карликовими.

### Середземноморські острови

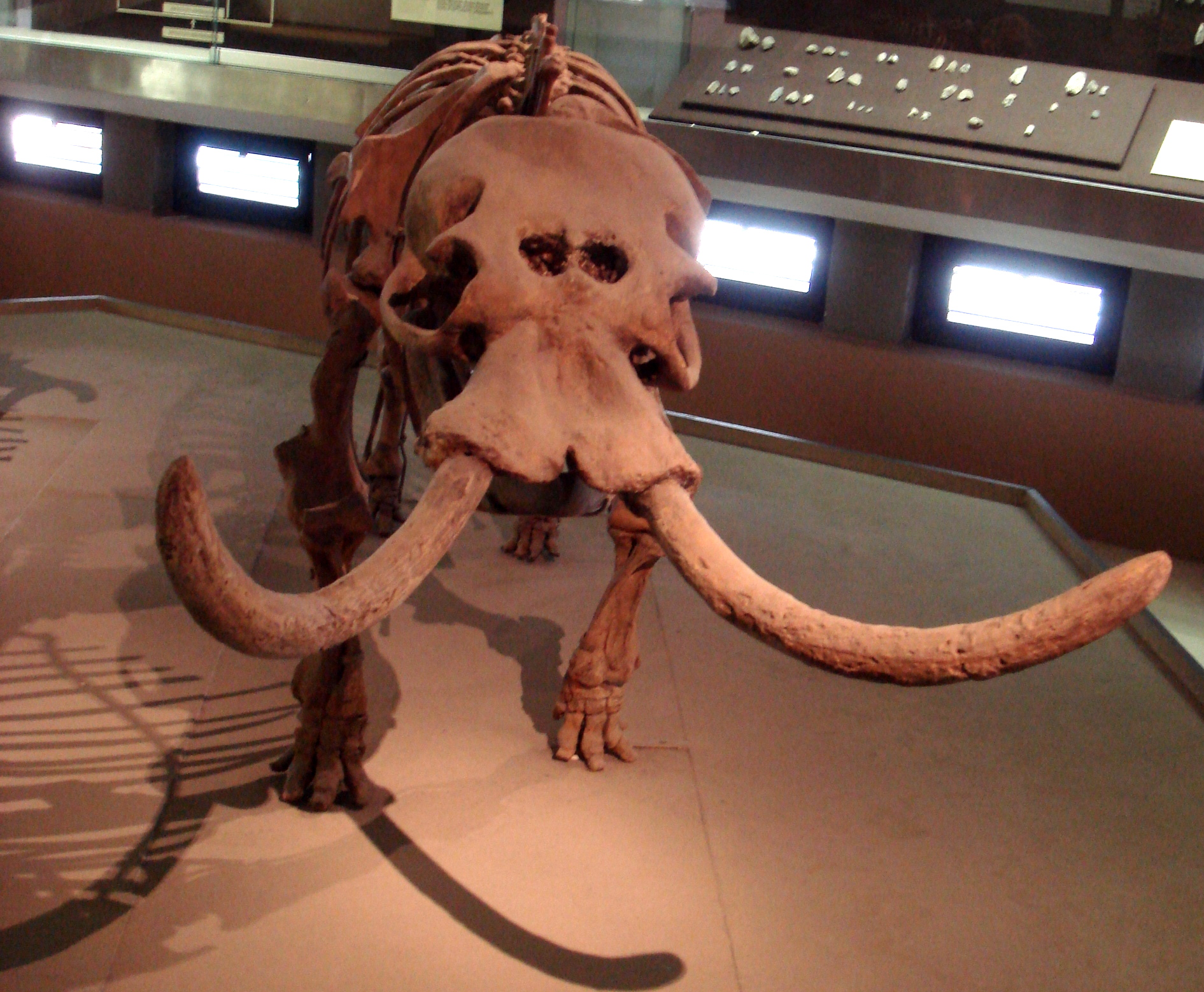
Elephas falconeri

Після Мессинської соленосної кризи карликові слони існували на всіх великих середземноморських островах, за виключенням Корсики і Балеарських островів. Карликові слони Середземного моря, як правило, розглядаються як Palaeoloxodon, що мають походження від континентальних прямобивневих лісових слонів, (Palaeloxodon antiquus) згідно з Falconer & Cautley, 1847 Винятком є карликовий сардинський мамонт, Mammuthus lamarmorae (Major, 1883), єдиний ендемічний слон на Середземноморських островах, що належав до мамонтів. Дослідження ДНК, опубліковані в 2006 році, припускають, що Mammuthus creticus теж може мати походження від мамонтів. Це давня теорія, запропонована Dorothea Bate ще в 1905 році, широко не прийнята. Наукові дослідження 2007 року показують помилки дослідження ДНК 2006 року
При морській регресії колонізація Середземноморських  островів відбувалася кількома хвилями, це призводило до того, що іноді на одному й тому ж острові існувало кілька видів (або підвидів) різних за розмірами тіла. Ці ендемічні карликові слони були таксономічно різні на кожному острові або групі островів розташованих дуже близько, на кшталт архіпелагу Кіклади.
Є багато невизначеностей щодо часу колонізації, філогенетичних зв'язків і таксономічного статусу карликових слонів на островах Середземного моря. 
Вимирання острівних карликових слонів не було пов'язане з приходом на острови людини. Більш того, як писав палеонтолог Отенія Абель в 1914 р.,  знаходження в давнину скелетів карликових слонів стали причиною народження міфу про циклопів, оскільки центральний носовий отвір у черепі слона міг бути прийнятий за велику очну заглибину.

#### Сардинія
- Mammuthus lamarmorae (Major, 1883)
- Elephas (Palaeoloxodon) antiquus (Acconci, 1881)
- Elephas (Palaeoloxodon) melitensis Falconer, 1868

#### Сицилія і Мальта
- Elephas (Palaeoloxodon) antiquus leonardii Aguirre, 1969
- Elephas (Palaeoloxodon) mnaidriensis (Adams, 1874)
- Elephas (Palaeoloxodon) melitensis Falconer, 1868
- Elephas (Palaeoloxodon) falconeri Busk, 1867

#### Крит
- Mammuthus creticus (Bate, 1907)

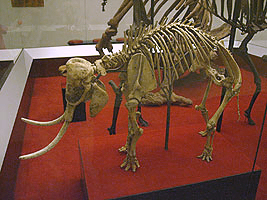
Скелет критського карликового слона

- Palaeoloxodon creutzburgi (Kuss, 1965)
- Palaeoloxodon chaniensis (Symeonides et al., 2001)[4]

Після публікації результатів дослідження ДНК в 2006 р., було висунуто пропозицію перейменувати вид Elephas (Palaeoloxodon) creticus в Mammuthus creticus (Bate, 1907). У 2002 р. було запропоновано виділити більші рештки в новий вид Elephas antiquus creutzburgi (Kuss, 1965). У 2007 р. були піддані критиці дослідження ДНК, які в 2006 провів Пулакакіс .

#### Кіпр
- Elephas (Palaeoloxodon) cypriotes Bate, 1903

Кіпрський карликовий слон існував принаймні до 11 тисяч років до Р.Х. Його передбачувана маса тіла була всього 200 кг, тільки 2% від 10-тонної маси його предка. Моляри цього карлика зменшуються приблизно на 40% від розмірів материкових прямобивневих слонів.
Рештки виду були виявлені і зареєстровані Dorothea Bate в печері у   пагорбі біля Кіренії на Кіпрі в 1902 році і повідомила в 1903 році

#### Кіклади
Рештки paleoloxodontine elephants були знайдені на островах Делос, Наксос, Кітнос, Серіфос і Мілош. Делоський слон за розміром з Elephas antiquus, а наксоський слон має аналогічні розміри з Elephas melitensis. Рештки з Кітносу, Серіфосу і Мілошу не були досліджені.

#### Додеканес
На острові Родос також виявлені кістки ендемічного карликового слона, за розміром з Elephas mnaidriensis.
Дві групи решток карликових слонів були знайдені на острові Тілос. Вони схожі за розміром з Elephas mnaidriensis і менше за Elephas falconeri, але дві групи мають ознаки статевого диморфізму рештки спочатку був названі Palaeoloxodon antiquus falconeri (Busk, 1867). Проте, це назва карликових слонів з острова Мальта. В результаті, так як міграцію між двома островами не була доведена, наразі цей вид позначається як Elephas tiliensis.
Тілоський карликовий слон є першим карликовим слоном чий ДНК було вивчено. Результати цього дослідження узгоджуються з попередніми морфологічними звітами, згідно з якими Palaeoloxodon ближче пов'язана з Elephas ніж Loxodonta або Mammuthus. Тілоський карликовий слон був останній paleoloxodontine в Європі. Вони вимерли трохи менше 2000 років до Р.Х.

### Канальні острови Каліфорнії
В кінці плейстоцену утворилася відособлена популяція мамонта Колумба (Mammuthus columbi). Одна з груп даної популяції з'явилася на Канальних островах біля берегів Каліфорнії, ймовірно, близько 40 тисяч років тому (проте дата остаточної ізоляції не відома). Через острівну ізоляцію утворився новий вид мамонтів — карликовий мамонт (Mammuthus exilis), який мав висоту в плечах лише 160-190 см.

### Острів Святого Павла і Острів Врангеля
Довгий час мамонти жили на острові Святого Павла в Беринговому морі до 6000 до Р.Х.. Виживання популяції мамонта можна пояснити місцевими географічними, топографічними і кліматичними особливостями — збереження ареалу степових рослин, а також ізоляція, що затримала колонізацію острова людиною.
Довше за все шерстисті мамонти (Mammuthus primigenius) протримались на острові Врангеля в Північному Льодовитому океані і збереглися до 1700 р. до Р.Х. Вважається, що мамонти острова Врангеля були заввишки 180-230 см у плечах і деякий час вважалися «карликовми мамонтами».  Проте ця класифікація була переглянута і після Другої Міжнародної конференції з мамонтів в 1999 році, ці мамонти більше не вважаються істинними "карликовими мамонтами" .

### Флорес
Перші ендемічні карлики хоботних — Stegodon sondaarii, що існували на Флорес вимерли близько 840 тисяч років тому. На зміну цим карликовим формам прийшли  середньо- і великогабаритні Stegodon florensis, види тісно пов'язані з групою Stegodon trigonocephalus, представники якої мешкали у Воллесії. Ці види стегодону вимерли близько 12 тисяч років тому, ймовірно, через виверження вулкана.

### Сулавесі
Карликові Elephas celebensis мешкали у плейстоцені на острові Сулавесі. В плечах сягали тільки 1,5 м.